# Kategoria e Parë 1978-1979
La Kategoria e Parë  fu la 40ª edizione della massima serie del campionato albanese di calcio disputata tra il settembre 1978 e il 27 maggio 1979 e conclusa con la vittoria del Partizani Tirana, al suo dodicesimo titolo.
Capocannonieri del torneo furono Agim Murati (Partizani Tirana) e Petrit Dibra (17 Nëntori) con 14 reti.

## Formula
Il numero delle squadre partecipanti passò da 12 a 14 e disputarono un turno di andata e ritorno per un totale di 26 partite.
Le ultime due classificate retrocedettero in Kategoria e Dytë.
Le squadre qualificate alle coppe europee furono due: la vincente del campionato fu ammessa alla Coppa dei Campioni 1979-1980 mentre la vincente della coppa d'Albania alla Coppa delle Coppe 1979-1980.

## Squadre
| Squadra             | Città        | Stadio | Stagione 1977-1978 |
| ------------------- | ------------ | ------ | ------------------ |
| Labinoti            | Elbasan      |        | 11°                |
| 17 Nëntori          | Tirana       |        | 6°                 |
| KF Partizani Tirana | Tirana       |        | 3°                 |
| Dinamo Tirana       | Tirana       |        | 4°                 |
| Flamurtari          | Valona       |        | 5°                 |
| Tomori              | Berat        |        | 7°                 |
| Vllaznia            | Scutari      |        | Campione d'Albania |
| Traktori            | Lushnjë      |        | 9°                 |
| Lokomotiva          | Durazzo      |        | 10°                |
| Luftëtari           | Argirocastro |        | 2°                 |
| Naftëtari           | Kuçovë       |        | Kategoria e Dytë   |
| Shkëndija Tirana    | Tirana       |        | 8°                 |
| Besa Kavajë         | Kavajë       |        | Kategoria e Dytë   |
| Besëlidhja          | Alessio      |        | Kategoria e Dytë   |

## Classifica finale
|                    | Pos. | Squadra     | Pt | G  | V  | N  | P  | GF | GS | DR  |
| ------------------ | ---- | ----------- | -- | -- | -- | -- | -- | -- | -- | --- |
| Albania (bandiera) | 1.   | Partizani   | 36 | 26 | 14 | 8  | 4  | 38 | 20 | +18 |
|                    | 2.   | 17 Nëntori  | 35 | 26 | 13 | 9  | 4  | 41 | 27 | +14 |
|                    | 3.   | Besa Kavajë | 31 | 26 | 11 | 9  | 6  | 36 | 25 | +11 |
|                    | 4.   | Flamurtari  | 30 | 26 | 11 | 8  | 7  | 25 | 20 | +5  |
|                    | 5.   | Dinamo      | 29 | 26 | 8  | 13 | 5  | 35 | 24 | +11 |
|                    | 6.   | Labinoti    | 28 | 26 | 10 | 8  | 8  | 25 | 22 | +3  |
|                    | 7.   | Lokomotiva  | 25 | 26 | 6  | 13 | 7  | 30 | 29 | +1  |
|                    | 8.   | Tomori      | 25 | 26 | 7  | 11 | 8  | 21 | 21 | 0   |
|                    | 9.   | Vllaznia    | 23 | 26 | 8  | 7  | 11 | 37 | 33 | +4  |
|                    | 10.  | Naftëtari   | 23 | 26 | 6  | 11 | 9  | 21 | 36 | -15 |
|                    | 11.  | Shkëndija   | 21 | 26 | 5  | 11 | 10 | 20 | 29 | -9  |
|                    | 12.  | Luftëtari   | 21 | 26 | 8  | 5  | 13 | 21 | 32 | -11 |
|                    | 13.  | Besëlidhja  | 20 | 26 | 10 | 0  | 16 | 19 | 38 | -19 |
|                    | 14.  | Traktori    | 17 | 26 | 3  | 11 | 12 | 19 | 32 | -13 |

Legenda:

      Campione d'Albania
      Ammesso allo spareggio
      Ammesso alla Coppa delle Coppe
      Retrocesso in Kategoria e Dytë
Note:

Due punti a vittoria, uno a pareggio, zero a sconfitta.

## Verdetti
- Campione: Partizani
- Qualificata alla Coppa dei Campioni: Partizani Tirana
- Qualificata alla Coppa delle Coppe: Vllaznia
- Retrocessa in Kategoria e Dytë: Besëlidhja, Traktori